# Lenkei Sándor
Lenkei Sándor, született Lelenka, (Újpest, 1936. november 9. – 2003. június 20.) labdarúgó, csatár, edző.

## Pályafutása

### Klubcsapatban
1955 előtt a Jutagyár és a Bp. Vasas Izzó labdarúgója volt. 1955-ben került a Vasashoz. Tagja volt az első angyalföldi bajnokcsapatnak 1957 tavaszán. 1961 és 1967 között az Újpest Dózsa csapatában szerepelt. E két csapattal BEK és KEK elődöntős és két alkalommal VVK negyeddöntős volt.

### A válogatottban
1957-ben 4 alkalommal szerepelt a válogatottban. Hétszeres ifjúsági (1954–55, 4 gól), háromszoros utánpótlás válogatott (1956–57), egyszeres B-válogatott (1958).

## Sikerei, díjai
- Magyar bajnokság
  - bajnok: 1957-tavasz, 1960–61
  - 2.: 1961–62, 1962–63, 1967
  - 3.: 1959–60, 1965
- Bajnokcsapatok Európa-kupája (BEK)
  - elődöntős: 1957–58
- Kupagyőztesek Európa-kupája (KEK)
  - elődöntős: 1961–62
- Vásárvárosok kupája (VVK)
  - negyeddöntős: 1963–64, 1965–66
- A Gépipar Kiváló Dolgozója (1956)[2]
- A Magyar Népköztársaság Kiváló Sportolója (1956)[3]

## Statisztika

### Mérkőzése a válogatottban
| Magyarország | Magyarország         | Magyarország                   | Magyarország | Magyarország | Magyarország | Magyarország | Magyarország | Magyarország |
| #            | Dátum                | Helyszín                       | Hazai        | Eredmény     | Vendég       | Kiírás       | Gólok        | Esemény      |
| ------------ | -------------------- | ------------------------------ | ------------ | ------------ | ------------ | ------------ | ------------ | ------------ |
| 1.           | 1957. szeptember 15. | Szófia, Levszki-stadion        | Bulgária     | 1 – 2        | Magyarország | vb-selejtező | -            |              |
| 2.           | 1957. szeptember 23. | Budapest, Népstadion           | Magyarország | 1 – 2        | Szovjetunió  | barátságos   | -            |              |
| 3.           | 1957. november 10.   | Budapest, Népstadion           | Magyarország | 5 – 0        | Norvégia     | vb-selejtező | -            |              |
| 4.           | 1957. december 22.   | Hannover, Niedersachsenstadion | NSZK         | 1 – 0        | Magyarország | barátságos   | -            |              |
|              | Összesen             |                                |              | 4            | mérkőzés     |              | 0            | gól          |

## Emlékezete
- Alakja felbukkan (említés szintjén, még Lelenka néven, keresztnév nélkül, de beazonosítható módon) Kondor Vilmos magyar író Budapest novemberben című bűnügyi regényében.